# خبر (نحو)
الخبر مصطلح نحوي يطلق على المتحدث به والحكم في الجملة الاسمية، يسند إلى المبتدأ، وللخبر ثلاثة أنواع إما أن يكون مفردًا أو جملة أو شبه جملة. الأصل في الخبر الرفع، إلا إذا دخل عليه ناسخ فإنه يتغير حكمه ككان أو أخواتها فإنه يُنصب أو إن وأخواتها فإنه يُرفع أو ظنتت وأخواتها فإنه يُنصب هو والمبتدأ معا.

## حد الخبر
الخبر في اصطلاح النحاة: المسند الذي تتم به مع المبتدأ فائدة.، نحو: الله بر، الأيادي شاهدة، الزيدان قائمان.

## أنواع الخبر
يأتي الخبر مفردًا وجملة وشبه جملة.

## الإخبار بالمفرد
والمقصود بالمفرد في هذا الباب: ما ليس جملة ولا شبيهًا بالجملة. فيشمل المثنى والمجموع.، نحو: الله بر، الأيادي شاهدة، الزيدان قائمان. وهو نوعان:
1. جامد: وهو ما لم يشعر بمعنى الفعل الموافق له في المادة بالنظر إلى القياس الاستعمالي، نحو: زيد، وأسد وصاحب. والخبر الجامد لا يتحمل ضميرًا يعود على المبتدإ، نحو: هذا زيد، وهذا أسد وهذا صاحب.[7]
2. مشتق: هو ما أشعر بمعنى الفعل الموافق له في المادة بالنظر إلى القياس الاستعمالي.[7] أو ما دل على ‌متصف مصوغًا من مصدر مستعمل أو مقدر،[8] كاسم الفاعل نحو: ضارب، واسم المفعول نحو: مضروب، وصيغ المبالغة نحو: سميع، واسم التفضيل نحو: أحسن، والصفة المشبهة، نحو: حسن. فإذا وقعت خبرًا فإنها تتحمل ضميرًا مستترًا يعود على المبتدإ، نحو: زيد قائم، الزيدان قائمان، زيد أحسن من عمرٍو، زيد ضرَّاب. ويتحمل الضمير أيضًا إذا كان جامدًا في تأويل مشتق، نحو: زيد أسد، أي شجاع، وزيد قرشيٌّ؛ لأنه بتأويل منسوب إلى قريش.

## الإخبار بالجملة
يكون الخبر جملة اسمية نحو: زيد أبوه قائم، أو جملة فعلية، نحو: زيد قام أبوه. ولا بد أن تحوي الجملة رابطًا يربط الخبر بالمبتدإ، وهو أحد أربعة:
1. الضمير: وهو الأصل في الرابط، ولذلك يربط به مذكورًا ومقدرًا، ومثال المذكور وهو الأصل: «زيد أبوه قائم»، فـ«زيد» مبتدأ أول، و«أبوه» مبتدا ثانٍ، والهاء مضاف إليه، و«قائم» خبر المبتدأ الثاني، والجملة الاسمية من المبتدأ الثاني وخبره خبر المبتدإ الأول، والرابط بينها الضمير (الهاء).[9] ونحو: «زيد قام أبوه» حيث الرابط هو الهاء، وقد يكون الرابط مقدرًا هو إما مجرور أو منصوب، فالمجرور نحو: «السمنُ مَنَوَان بدرهم»، فالسمن: مبتدأ أول، و«منوان» مبتدأ ثان وسوَّغ الابتداء به الوصف المحذوف وهو «منه»، و«بدرهم» خبر المبتدأ الثاني، والجملة الاسمية من المبتدإ الثاني وخبره خبر للمبتدإ الأول والرابط هو الضمير المقدر المجرور بـ«من» المقدرة حيث التقدير: «السمن منوان منه بدرهم». ومثال المقدر المنصوب قراءة ابن عامر: ﴿وَكُلٌّ وَعَدَ ٱللَّهُ ٱلۡحُسۡنَىٰ﴾ [الحديد:10] حيث التقدير: «كل وعده الله الحسنى» فالرابط بين المبتدإ وخبره الضمير المقدر المنصوب على أنه مفعول «وعد» الأول.[10]
2. اسم الإشارة: نحو: ﴿وَلِبَاسُ ٱلتَّقۡوَىٰ ذَ ٰلِكَ خَیۡرࣱ﴾ [الأعراف:26] فـ«لباس» مبتدأ، و«التقوى» مضاف إليه، و«ذلك» مبتدأ ثانٍ، و«خير» خبر المبتدإ الثاني، والمبتدأ الثاني وخبره خبر المبتدإ الأول، والرابط بينهما اسم الإشارة «ذلك».[9]
3. إعادة المبتدإ بلفظه: نحو ﴿ٱلۡحَاۤقَّةُ ۝١ مَا ٱلۡحَاۤقَّةُ ۝٢﴾ [الحاقة:1-2]، فـ«الحاقة» مبتدأ أول، و«ما» اسم استفهام مبتدأ ثانٍ، و«الحاقة» خبر المبتدإ الثاني، والمبتدأ الثاني مع خبره خبر المبتدأ الأول، والرابط بينهما إعادة المبتدإ بلفظه. ومثله: ﴿وَأَصۡحَـٰبُ ٱلۡیَمِینِ مَاۤ أَصۡحَـٰبُ ٱلۡیَمِینِ ۝٢٧﴾ [الواقعة:27].[11]
4. العموم وهو أن تكون جملة الخبر مشتملة على اسم أعم من المبتدإ داخلًا تحته، نحو: «زيد نعم الرجل» فـ«زيد» مبتدأ و«نعم الرجل» جملة فعلية خبره، والرابط بينهما العموم حيث «أل» في الرجل للاستغراق الجنس، و«زيد» فرد منه فدخل في العموم.[12]
5. إعادة المبتدإ بمعناه: نحو «زيد جاءني أبو عبد الله»، إذا كانت أب وعبد الله هو زيد، أجازه الأخفش.[13]

وهذا إذا لم تكن الجملة نفس المبتدإ في المعنى، فإن كانت كذلك لم تحتج إلى رابط، نحو: ﴿قُلۡ هُوَ ٱللَّهُ أَحَدٌ﴾ [الإخلاص:1] فـ«هو» مبتدأ، و«الله أحد» مبتدأ ثانٍ وخبره، والجملة خبر المبتدإ الأول، وهي مرتبطة به لأنها نفسه في المعنى؛ لأن «هو» بمعنى الشأن، والجملة هي نفس الشأن. ونحو: «نطقي الله حسبي».
وقد نظم بعضهم هذه الروابط فقال:

### أمثلة إعرابية
- «الحديقة أشجارها مثمرة»، فالخبر هنا جملة اسمية وهي أشجارها مثمرة. وتُعرب: أشجارها مبتدأ ثانٍ ومثمرة خبر المبتدأ الثاني. والجملة الاسمية من المبتدإ الثاني وخبره هي خبر المبتدإ الأول الحديقة في محل رفع.
- «محمدٌ يقودُ الطائرة»، فالخبر هنا جملة فعلية من الفعل المضارع يقود والفاعل ضمير مستتر يعود لمحمد تقديره هو. والجملة الفعلية من الفعل والفاعل هي خبر المبتدإ في محل رفع.

## الإخبار بشبه جملة
يكون الخبر إما شبه جملة ظرفية أو شبه جملة جار ومجرور.

### الجملة الظرفية
محمدٌ فوق البيت. فشبه الجملة من ظرف المكان فوق والبيت خبر في محل رفع.

### الجار والمجرور
محمدٌ في الفصل. فشبه الجملة من الجار والمجرور في الفصل خبر في محل رفع.

## تعدد الأخبار
الخبَر الواحد كقول «فلان شجاع»، ويجوز تعديد الأخبار، فيقال «فلان شجاع كريم عليم»، فإذا تعددت الأخبار اختلفت الأحوال في جواز عطف الأخبار بعضها على بعض:
- 1- يجب ترك العطف، إذا كان الخبر الثاني جزءاً مفسّراً للخبر الأول، كقولهم الرمان حلو حامض، أي هو مُرّ، وقولهم فلان أيسر أعسر، أي هو أضبط.
- 2- يجب العطف، إذا كان المخبر عنهم متعددون مختلفون، كقولهم «أبناؤك طبيب وفقيه ومبرمج» فيجب العطف بالواو لأنهم ليسوا جميعاً أطباء ولا فقهاء ولا مبرمجين، بل بعضهم كذلك.
- 3- يجوز العطف وتركه، كقولهم زيد كريم شجاع، زيد كريم وشجاع.[16]

### معلومات المراجع المطبوعة كاملة
- ابن هشام الأنصاري (1417هـ). ح. الفاخوري (المحرر). مغني اللبيب عن كتب الأعاريب (ط. الثانية). دار الجيل -بيروت.
- ابن هشام الأنصاري (1442هـ). أبو بلال الحضرمي (المحرر). شرح قطر الندى وبل الصدى (ط. الثانية). دار الآثار - صنعاء.
- خالد بن عبد الله بن أبي بكر بن محمد الجرجاويّ الأزهري (1421هـ). شرح التصريح على التوضيح (ط. الأولى). دار الكتب العلمية، بيروت.